# 朝吹登水子
朝吹 登水子（あさぶき とみこ、1917年2月27日 - 2005年9月2日）は、日本の仏文学者、随筆家、翻訳家である。特にフランソワーズ・サガンの翻訳を数多く手がけ、『悲しみよこんにちは』はベストセラーとなった。また、シモーヌ・ド・ボーヴォワールの翻訳やジャン＝ポール・サルトルとの親交、自伝的小説『愛のむこう側』、パリや実家の朝吹一族に関する随筆などでも知られている。

## 概要
実業家・朝吹常吉の長女として東京府（現在の東京都）に生まれる。父方の祖父は朝吹英二、母方の祖父は長岡外史である。長兄は朝吹英一、三兄は朝吹三吉にあたる。
女子学習院を中退後、1936年に渡仏し、ブッフェモン女学校、パリ大学で学んだ。1939年に帰国する。
第二次世界大戦後の1950年に再び渡仏。1955年、フランソワーズ・サガンの『悲しみよこんにちは』の翻訳がベストセラーとなり、以後、サガンの作品を中心に翻訳を多数手がけた。
1958年には、第11回カンヌ国際映画祭の審査員を務めた。1998年、東京都文化賞を受賞。2000年には、フランス政府よりレジオンドヌール勲章シュヴァリエを叙勲された^1。
2005年9月2日、逝去。88歳であった。葬儀の喪主は孫の牛場潤一が務めた。
生前、長く居住していた朝吹山荘は、後にスタジオジブリの映画『思い出のマーニー』において、主人公マーニーが住む屋敷のモデルとなった。

## 親族
- 父: 朝吹常吉（実業家、三越社長、帝国生命保険社長）
- 内祖父: 朝吹英二（実業家、王子製紙取締役会長、三井合名会社理事長）
- 外祖父: 長岡外史（陸軍中将）
- 長兄: 朝吹英一（木琴研究家、日本木琴協会創立者）
- 三兄: 朝吹三吉（仏文学者）
  - 兄嫁: 京（三吉の妻。シャンソン歌手の石井好子は京の妹で、石井が1950年代に渡仏して以来登水子とは姉妹同様の仲となり、娘の由紀子と共に深い親交があった）
    - 甥: 朝吹亮二（三吉の二男。詩人）。その娘に 朝吹真理子（三吉の孫娘、小説家、芥川龍之介賞受賞者）
- 四兄: 朝吹四郎（建築家）
- 夫: アルベール・アルゴー（2度目の夫、調香師、香水で知られるコティ社研究所長、同社取締役を務めた）
- 娘: 朝吹由紀子（翻訳家、最初の夫との間の娘）
  - 娘婿: 牛場暁夫（仏文学者、慶應義塾大学名誉教授、由紀子の夫）
    - 孫息子: 牛場潤一（慶應義塾大学理工学部生命情報学科教授、由紀子と暁夫の息子）

## 著書
- 『パリの男たち』（講談社、1965年）
- 『ボーヴォワールとサガン』（読売新聞社、1967年）
- （朝吹由紀子）『おしゃべりフランス語』（実業之日本社、1970年）
- 『愛のむこう側』（新潮社、1977年、のち新潮文庫）
- 『私の巴里・パリジェンヌ』（文化出版局、1977年）
- 『私の巴里・アンティーク』（文化出版局、1979年）
- 『パリの男たち』（人文書院、1979年）
- 『愛のデッサン』（PHP研究所、1979年）
- 『パリ、その日その時』（人文書院、1979年）
- 『描かれたパリ』（講談社、1980年）
- 『私の巴里・ジュエリー』（文化出版局、1981年）
- 『ヨーロッパ通信』（読売新聞社、1983年）
- 『私の軽井沢物語』（文化出版局、1985年）
- 『もうひとつの愛』（読売新聞社、1987年）
- 『ある家族の肖像 - 朝吹家の人々 明治・大正・昭和』（編著、アトリエ出版社、1987年）
- 『私の巴里物語』（文化出版局、1989年）
- 『わが友サルトル、ボーヴォワール』（読売新聞社、1991年）
- 『サルトル、ボーヴォワールとの28日間 - 日本』（同朋舎出版、1995年）
- 『私の東京物語』（文化出版局、1998年）
- 『豊かに生きる』（世界文化社、2002年）

## 翻訳
- クリスチャン・ディオール『私は流行をつくる』（新潮社、1953年）
- フランソワーズ・サガン
  - 『悲しみよこんにちは』 （新潮文庫、1955年）
  - 『ある微笑』（新潮社、1956年、のち新潮文庫）
  - 『一年ののち』（新潮社、1958年、のち新潮文庫）
  - 『ブラームスはお好き』（新潮社、1961年、のち新潮文庫）
  - 『すばらしい雲』（新潮社、1962年、のち新潮文庫）
  - 『熱い恋』（新潮社、1967年、のち新潮文庫）
  - 『毒物』（求竜堂、1969年）
  - 『優しい関係』（新潮社、1969年、のち新潮文庫）
  - 『冷たい水の中の小さな太陽』（新潮社、1970年、のち新潮文庫）
  - 『心の青あざ』（新潮社、1973年、のち新潮文庫）
  - 『失われた横顔』（新潮社、1975年、のち新潮文庫）
  - 『絹の瞳』（新潮社、1977年、のち新潮文庫）
  - 『乱れたベッド』（新潮社、1978年、のち新潮文庫）
  - 『昼も夜も晴れて』（新潮社、1980年）
  - 『愛は遠い明日』（新潮社、1982年、のち新潮文庫）
  - 『赤いワインに涙が…』（新潮社、1983年、のち新潮文庫）
  - 『愛の中のひとり』（新潮社、1986年、のち新潮文庫）
- アンドレ・モーロア『パリの女』（紀伊国屋書店、1959年）
- ジャン＝ルイ・バロー『私は演劇人である』（新潮社、1959年）
- エリザベット・トレヴォル『女秘書の日記』（新潮社、1959年）
- シモーヌ・ド・ボーヴォワール
  - 『娘時代 - ある女の回想』（紀伊国屋書店、1961年）
  - 『女ざかり』（二宮フサ共訳、紀伊国屋書店、1963年）
  - 『或る戦後』（二宮フサ共訳、紀伊国屋書店、1965年）
  - 『美しい映像』（朝吹三吉共訳、人文書院、1967年）
  - 『女性と知的創造』（朝吹三吉共訳、人文書院、1967年）
  - 『危機の女』（人文書院、1969年）
  - 『ボーヴォワール - 自身を語る』（三吉との共訳、人文書院、1980年）
  - 『青春の挫折』（朝吹三吉共訳 人文書院、1981年）